# Sergio Muñiz
Sergio Múñiz Llorente (n. Bilbao; 24 de septiembre de 1975) es un modelo, cantante y actor español.

## Biografía
Crece en la localidad española de Basauri (Vizcaya). Comienza a trabajar como modelo a los veinte años. Para desarrollar su carrera, se traslada a Milán, ciudad en la que reside desde entonces.
Es muy conocido en Italia por su victoria en la versión italiana de La isla de los famosos.
En 2006 interpreta a Juan Borgia en la película Los Borgia de Antonio Hernández.
En teatro ha interpretado la obra Tres (2013), del español Juan Carlos Rubio.
http://www.bidebietairratia.com/entrevistas/2020/01/26/sergio-muniz-actor-modelo-basauritarra-italia/